# توماس دبليو. ميرفي (محامي)
توماس دبليو. ميرفي (بالإنجليزية: Thomas W. Murphy)‏ هو محامي أمريكي، ولد في 11 أبريل 1935، وتوفي في 13 مارس 1992.